# 全國原住民與托雷斯海峽島民藝術獎
全國原住民與托雷斯海峽島民藝術獎（英語：National Aboriginal & Torres Strait Islander Art Award，簡稱NATSIAA）是澳洲歷史最悠久的原住民藝術獎項。該獎項由达尔文的北領地博物館暨美術館於1984年創立，最初名為「全國原住民藝術獎」，現亦稱澳洲電信全國原住民與托雷斯海峽島民藝術獎（Telstra National Aboriginal & Torres Strait Islander Art Award），開放給所有從事各類藝術創作的原住民與托雷斯海峽島民藝術家參加。  
截至2022年，該獎首獎獎金達10萬澳元，總獎金池達19萬澳元，成為當時澳洲獎金最高的藝術獎項。  

## 歷史
該獎項創立於1984年，原名「全國原住民藝術獎」。自1992年起由澳洲電信公司（Telstra）贊助。
達爾文原住民藝術博覽會最初作為此獎的配套活動創辦，現已成為達爾文藝術節框架下的獨立活動。
2000年，首獎獎金從2萬澳元翻倍至4萬澳元；2014年增至5萬澳元，成為當時原住民藝術類獎項中獎金最高者。2022年，首獎金額再度翻倍至10萬澳元，與澳洲獎金最高的肖像類藝術獎阿奇博爾德獎持平。總獎金池19萬澳元，使該獎成為當時澳洲最豐厚的藝術獎項。同期各分類獎項獎金亦從5,000澳元提升至15,000澳元。

## 獎項類別
截至2022年，除首獎外另設六個分類獎項：
- 澳洲電信藝術大獎（首獎）– 10萬澳元
- 澳洲電信一般繪畫獎
- 澳洲電信樹皮畫獎
- 澳洲電信紙上作品獎
- 萬朱克·馬里卡紀念3D藝術獎
- 澳洲電信多媒體獎
- 澳洲電信新銳藝術家獎

## 歷屆得主
- 全國原住民與托雷斯海峽島民藝術獎得主列表

## 外部連結
- 北領地博物館與美術館官網